# Checo (percusión)
Checo, chacombo o chaco es un instrumento de percusión afroperuano. Hecho instrumento en Zaña (Saña), un distrito de la provincia de Chiclayo, en la región Lambayeque, en la costa norte del Perú.

## Descripción

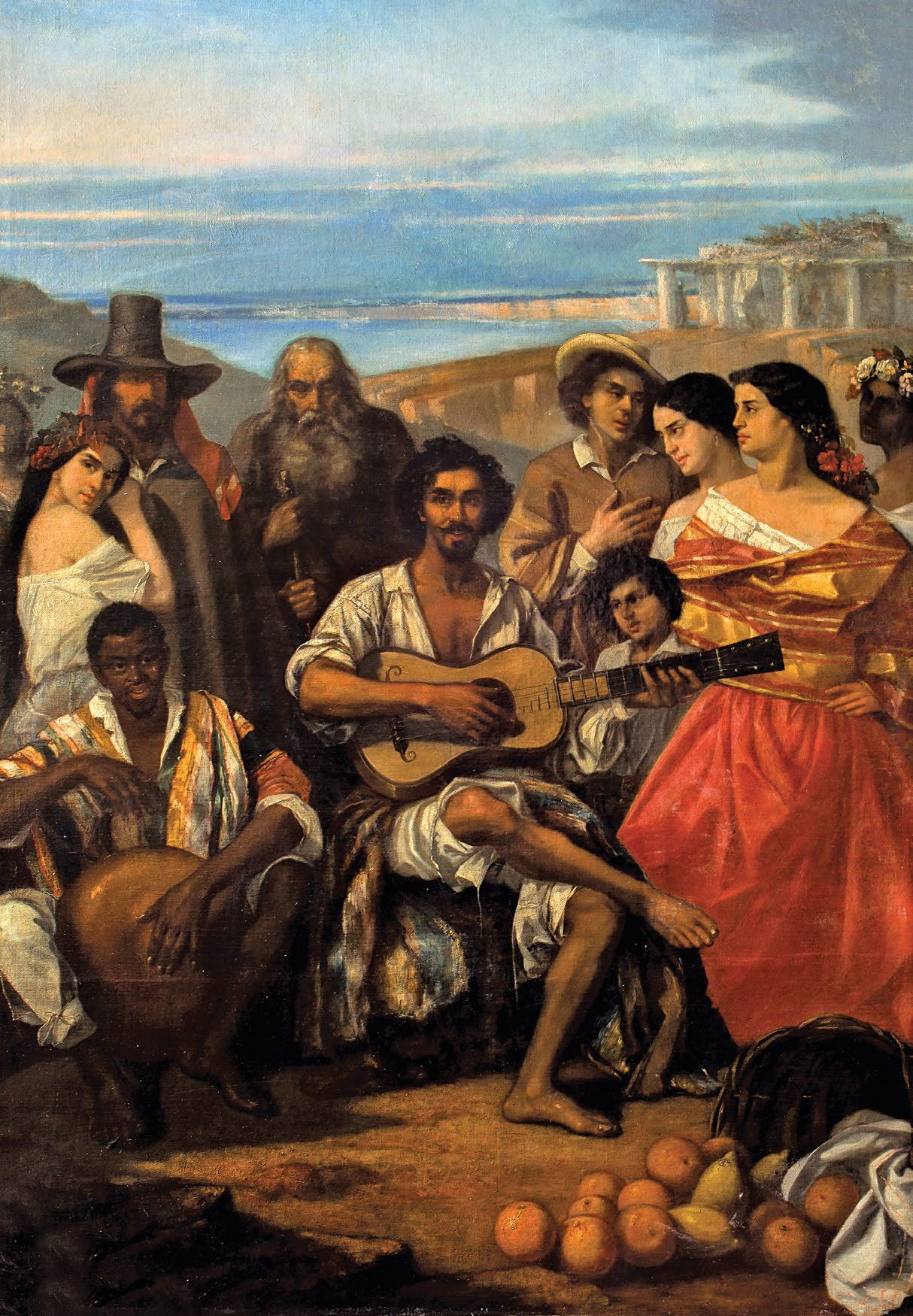
La Jarana de Ignacio Merino. A la izquierda se puede ver a un percusionista tocando el checo.

El checo consiste en una calabaza esférica, ancha en los lados y achatada en las partes superior e inferior, de unos 60 cm de diámetro aproximadamente, con un orificio cuadrangular o circular en la parte posterior, se toca especialmente para acompañar el baile'tierra (baile de tierra) en Zaña, sin embargo su uso se ha extendido hacia los demás ritmos afroperuanos como el landó o el festejo.
El instrumentista puede sentarse sobre el instrumento (similar a como se toca el cajón) aunque esto no es recomendable debido a su pequeño tamaño. También se puede colocar entre las piernas, esta es la forma más común y difundida de tocarlo; se toca con la yema de los dedos, ya que dado el material, no requiere mucha fuerza para lograr una buena sonoridad.

## Antecedentes

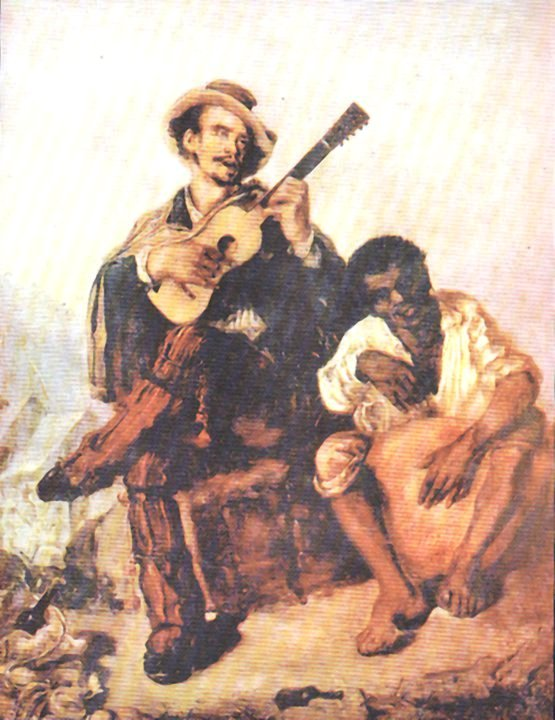
Otra pintura de Merino donde se aprecia a un negro tocando el checo.

Si bien no se descarta su uso como instrumento desde épocas muy remotas, los registros gráficos empiezan a mediados del siglo XIX, cuando el pintor Ignacio Merino desarrolla la primera imagen del checo como instrumento y queda plasmado en la pintura donde se puede ver a un afrodescendiente tocándolo.
En el año 1938 el escritor José Mejía Baca visitó el pueblo de Zaña y participó en una jarana, para luego relatar con brillantez cómo se tocaba un checo.
En el año 1979, el gran cantautor peruano Arturo “Zambo” Cavero junto al famoso artista Abelardo Vásquez Díaz tocaron un checo y una angara (instrumento similar al checo pero de tamaño muy superior) en Lima.
A partir de fines de la década de 1980 del siglo XX, diversos destacados percusionistas empiezan a introducir el checo como instrumento en sus giras y conciertos, gran difusora de esta labor es la artista, cantante y compositora Susana Baca.
En la actualidad existen diversos esfuerzos e iniciativas de grupos artísticos e investigadores culturales, por revalorar el checo. Se reconoce el esfuerzo al grupo musical de la costa norte peruana “Llampallec” por difundir el checo, con su reconocida calidad musical, así mismo de la Peña Lambayecana. Por otra parte, diversos artistas de la costa peruana desarrollan valiosas iniciativas en torno al checo en Europa y Norteamérica, desde la década de 1990.

## Patrimonio Cultural de la Nación
El uso del instrumento musical checo, referente de la identidad del distrito de Zaña, en la región Lambayeque, ha sido declarado por el Ministerio de Cultura como Patrimonio Cultural de la Nación, esto a través de la Resolución Viceministerial N° 716-2011.
El documento señala: “El uso tradicional del checo involucra la transmisión de saberes musicales en términos de patrones rítmicos, géneros musicales y usos sociales asociados a su interpretación”
Se tiene conocimiento de que desde el 2005, los pobladores del distrito de Zaña junto al Museo Afroperuano Local han llevado a cabo diversas actividades con el fin de generar acciones de puesta en valor, difusión y sentido de identificación en el uso del checo.